# Frank von Frankenberg

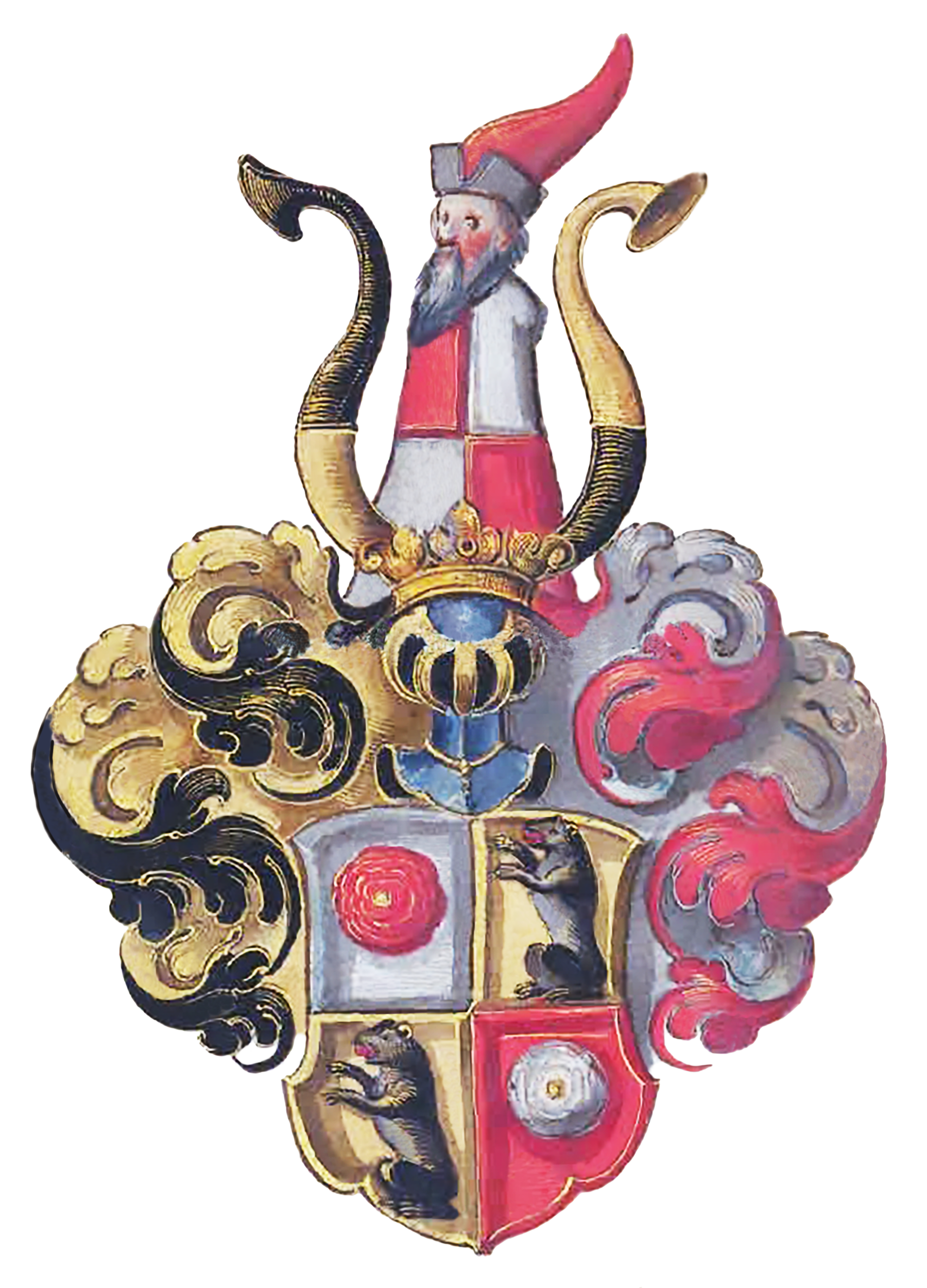
Familienwappen

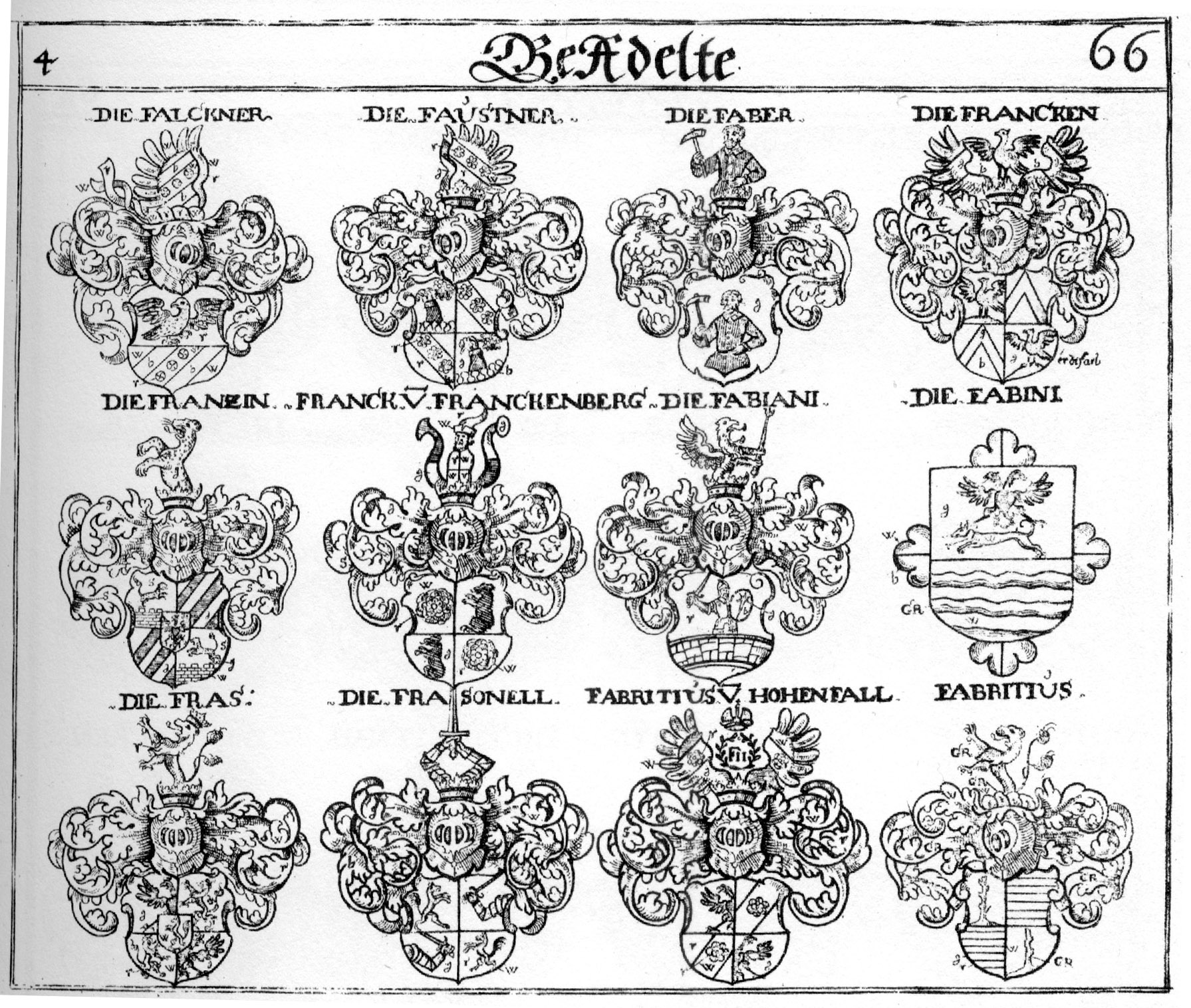
Wappen im Siebmacher

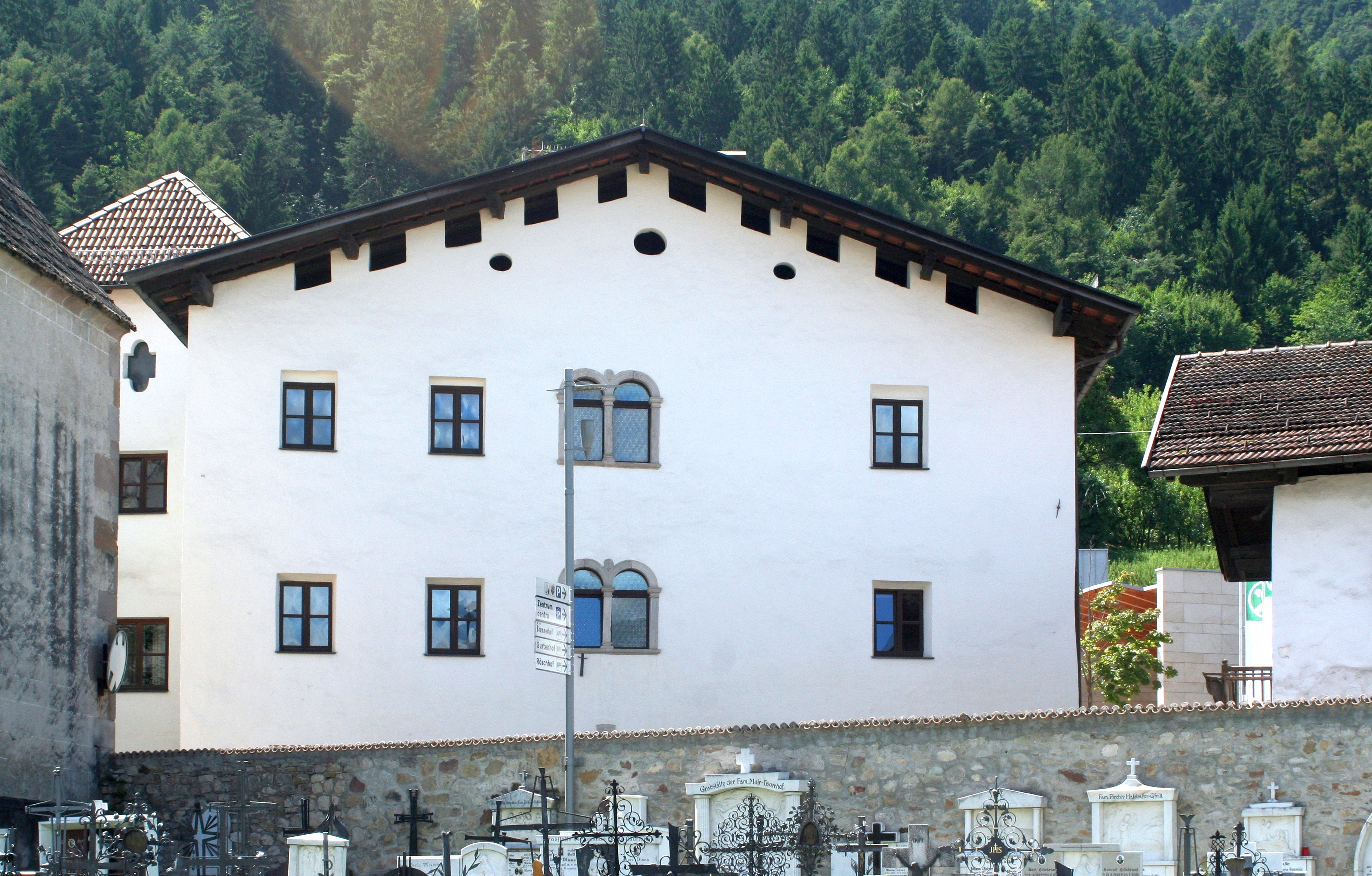
Ansitz Frankenberg in Tisens

Frank von Frankenberg, auch Franck von Franckenberg, war der Name eines briefadeligen Geschlechts aus dem südlichen Tirol, das Ende des 18. Jahrhunderts im Mannesstamm erlosch.

## Geschichte
Die Familie stammte aus Tisens, wo sie seit Mitte des 16. Jahrhunderts bezeugt ist. Die Stammreihe beginnt mit Martin Frank, der als Richter der Herrschaft Mayenburg-Tisens fungierte. Die Familie erwarb in Tisens den Edelsitz Frankenberg. 1598 bekleidete Thomas Frank in Tisens das Richteramt.  Am 1. März 1629 erhob ihn Kaiser Ferdinand II. in Wien mit dem Prädikat „zu Frankenberg“ in den erblichen Adelsstand. Damit verbunden erhielt er die „Vereinigung der Wappen seiner Voreltern, welche denselben von Kaiser Maximilian I. und Karl V. verliehen worden waren.“ 1632 stiftete er der Pfarrkirche Maria Himmelfahrt in Tisens ein Kreuzbild.
Mit den Söhnen des oberösterreichischen Regimentssekretärs Joseph Frank von Frankenberg aus Innsbruck, welche bis auf dem kinderlosen Balthasar Frank von Frankenberg, dem geistlichen Stand angehörten, ist das Geschlecht in der zweiten Hälfte des 18. Jahrhunderts im Mannesstamm erloschen. Bernhard Frank von Frankenberg, möglicherweise eines der letzten Vertreter seines Geschlechts, war von 1722 bis 1729 Bibliothekar des Klosters St. Gallen. Das Wappen des ortsadligen Geschlechtes Frank von Frankenberg, zwei Rosen und zwei Bären, dient heute der Gemeinde Tisens als Gemeindewappen und der Ansitz Frankenberg als Rathaus.

## Angehörige
- Bernhard Frank von Frankenberg (1692–1763), Bibliothekar des Klosters St. Gallen